# Georgi Sitsjinava
Georgi Vladimirovitsj Sitsjinava (Georgisch: გიორგი სიჭინავა)(Gagra, 15 september 1944) is een Georgisch voetballer. Hij begon zijn carrière in 1960 bij FC Dinamo Tbilisi en maakte deel uit van het voetbalelftal van de Sovjet-Unie. Sitsjinava stopte met voetballen in 1972.